# Piazzale Donatello
Il piazzale Donatello è una piazza di Firenze situata lungo i viali di Circonvallazione che corrono intorno al centro storico su quello che un tempo era il perimetro delle mura cittadine. Si apre tra il viale Antonio Gramsci e il viale Giacomo Matteotti, ma vi si accede ugualmente da via Vittorio Alfieri, borgo Pinti, via Pier Capponi, via degli Artisti, via Giuseppe La Farina.

## Storia

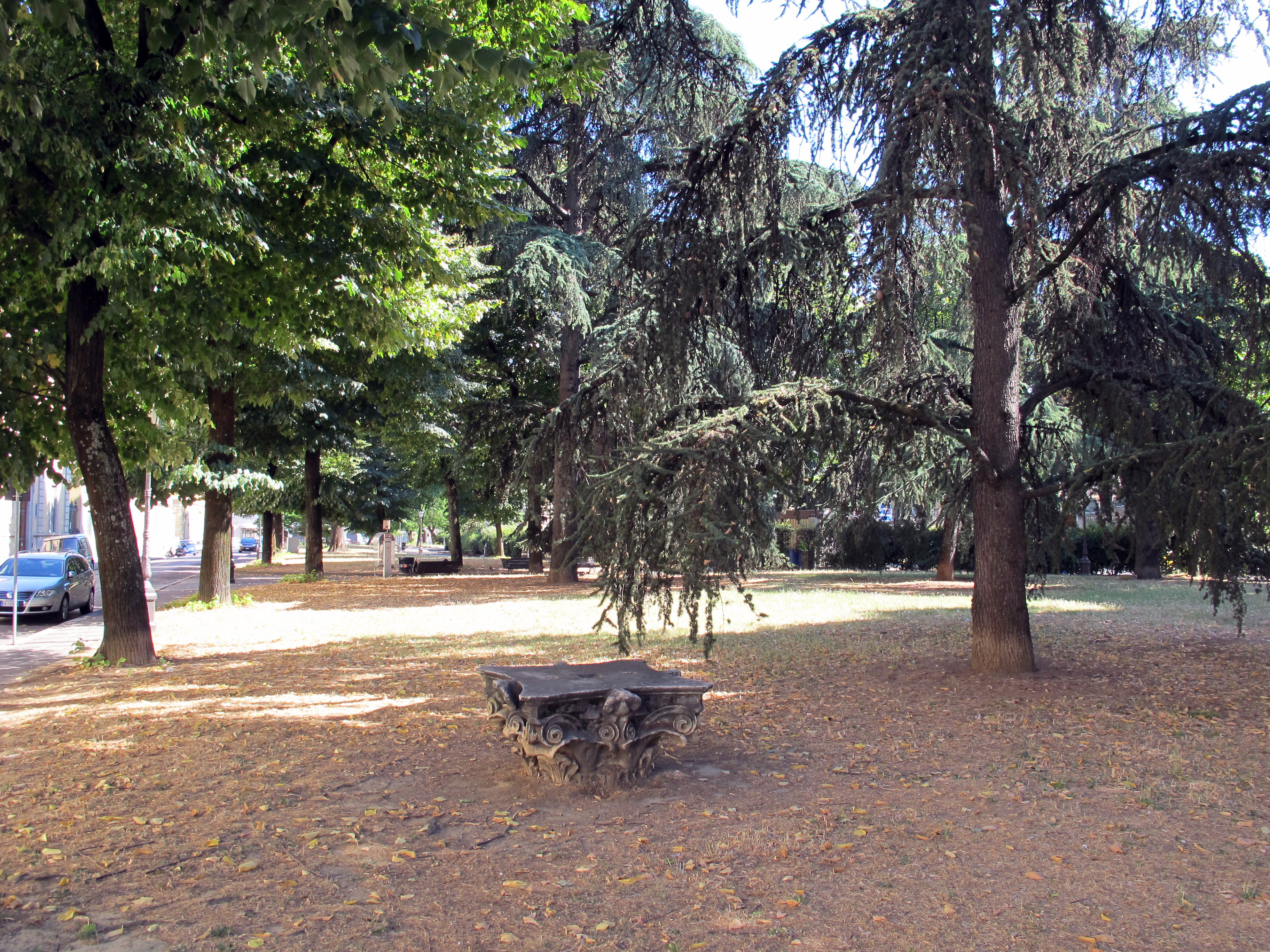
Piazzale Donatello, il parco

Uno spiazzo sorgeva anche anticamente al di fuori della distrutta Porta a Pinti, in cui si trovava, tra l'altro, il convento di San Giusto alle mura dei gesuati. Qui fu costituito un cimitero acattolico, nucleo iniziale dell'odierno Cimitero degli inglesi, fatto edificare - in quanto protestante - fuori delle mura cittadine su una montagnola in prossimità della porta, a spese di una società che rappresentava la Chiesa Evangelica Riformata svizzera e che aveva acquistato l'area dal governo granducale nel 1827. L'anno successivo il cimitero era già stato definito e chiuso da un recinto poligonale su progetto dell'architetto Carlo Reishammer.
La piazza assunse l'attuale titolazione in onore dello scultore Donatello (1386-1466) con deliberazione della giunta comunale nel febbraio del 1870, anno che ugualmente può essere individuato come di riferimento per la prima definizione dello slargo. Il piazzale fu infatti realizzato nell'ambito del progetto di ingrandimento della città definito da Giuseppe Poggi per rispondere alle nuove esigenze di Firenze Capitale (1865-1871), qui modulato in ragione della presenza del cimitero. Con l'abbattimento delle mura previsto dal piano (e in questo caso con il parallelo atterramento della stessa porta a Pinti), il cimitero si definì come area soprelevata al centro del nuovo piazzale, delimitata dalle due corsie di scorrimento dei nuovi viali. Fu in questa occasione che all'originaria forma poligonale si andò a sostituire l'attuale pianta ovale, più consona ad essere lambita dagli assi stradali.
Questa sorta di "isola dei morti", in posizione rialzata e circondata da cipressi, fu una felice intuizione che creò un ambiente altamente simbolico, che ispirò i poeti e i pittori romantici, soprattutto lo svizzero Arnold Böcklin, che dipinse quello che è forse il suo quadro più famoso (L'isola dei morti) ispirandosi proprio alla piazza fiorentina. Nel terreno a nord del cimitero tre artisti, Michele Gordigiani, Ulisse Cambi e Pietro Mazzoni, nel 1874 chiesero al Comune, "a mite prezzo", di poter costruire i propri studi: furono solo i primi, e presto nacque un vero e proprio quartiere di studi e atelier, con le case riconoscibili ancora oggi per le finestrature particolarmente ampie, fine nelle vie limitrofe, come via degli Artisti che proprio dai suoi abitanti prese il nome. Nel 1949 fu istituito anche il Gruppo Donatello, che ogni anno nel mese di giugno organizza proprio nel giardino della piazza una mostra all'aperto per esporre le proprie opere alla collettività.

## Descrizione
Oggi l'intenso traffico veicolare rende il luogo - comunque di grande suggestione - un'isola oramai privata della quiete che spetterebbe a un cimitero. Ancora frequentato, invece, lo spazio verde definito nei decenni successivi dal lato opposto alla città storica. Da questo stesso lato si segnala inoltre la presenza di due chioschi di carburante, ultimi sopravvissuti dei molti che fino agli anni sessanta erano distribuiti lungo il circuito dei viali.
Sul piazzale si affacciano la Villa Donatello, sede di una clinica privata, e l'ingresso principale del Giardino della Gherardesca, ora proprietà di un grande albergo.
Nell'area verde a nord della piazza si trova, tra le panchine e lo sterrato, due capitelli parzialmente interrati: recentemente sono stati stato riferiti, sulla base del confronto con un altro esemplare, nientemeno che al progetto cinquecentesco della mai realizzata facciata di San Lorenzo di Michelangelo: gli esemplari sarebbero rimasti per secoli nelle disponibilità dell'Accademia del Disegno, per poi venire collocati nell'Ottocento come decorazione nella piazza "degli artisti". 

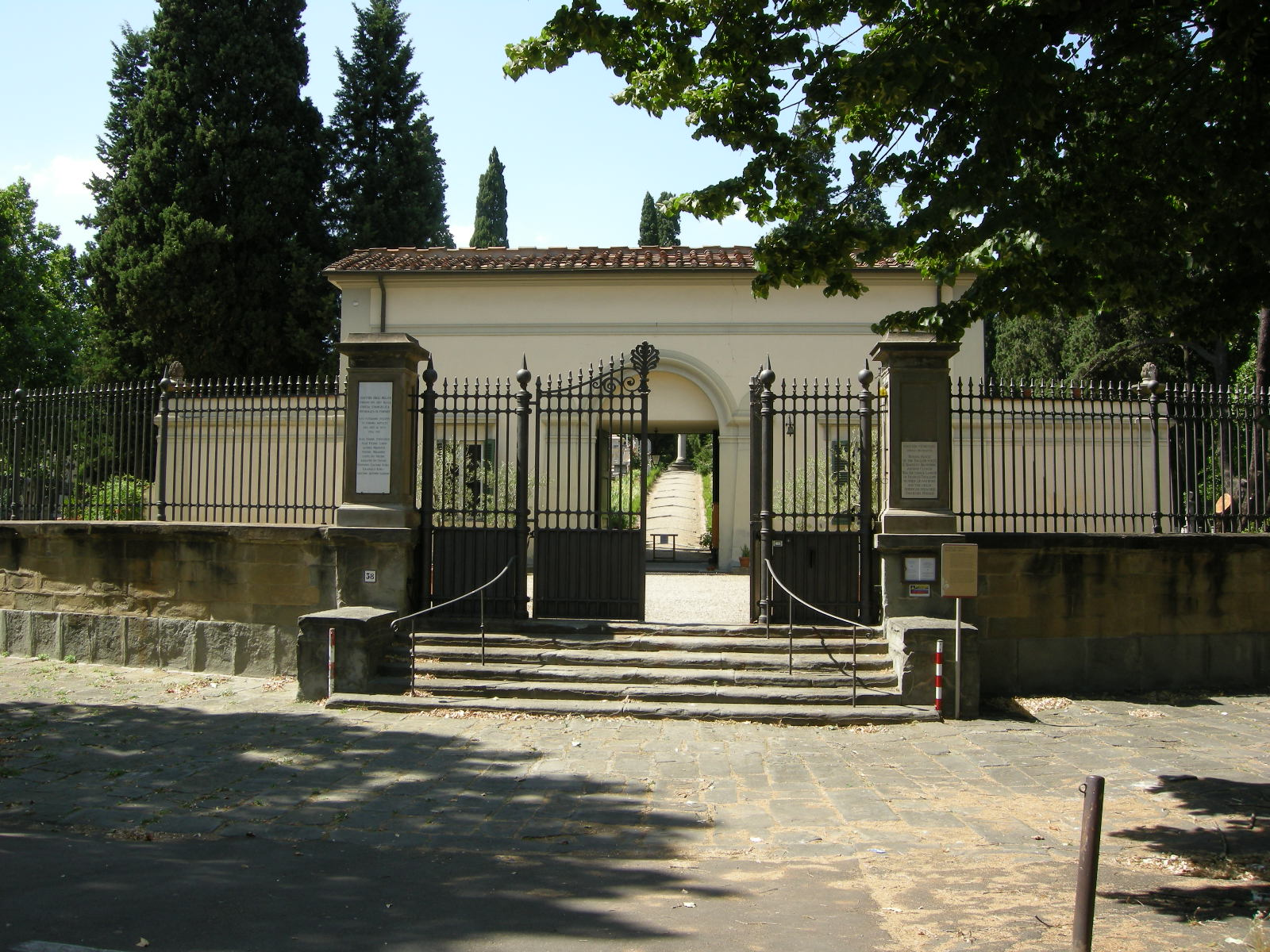
Entrata del cimitero degli inglesi
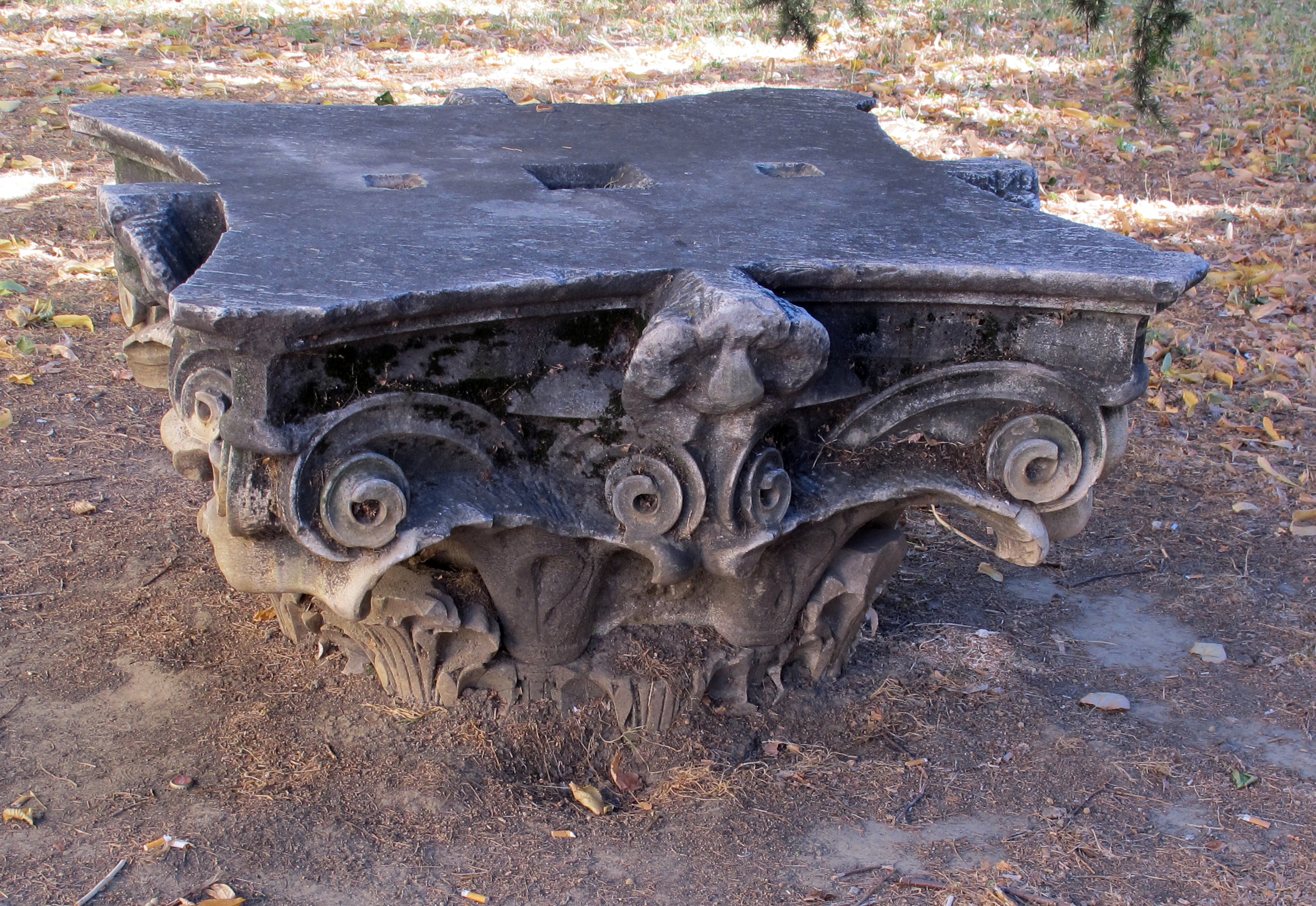
Uno dei due capitelli michelangioleschi, nati per l'incompiuta facciata di San Lorenzo
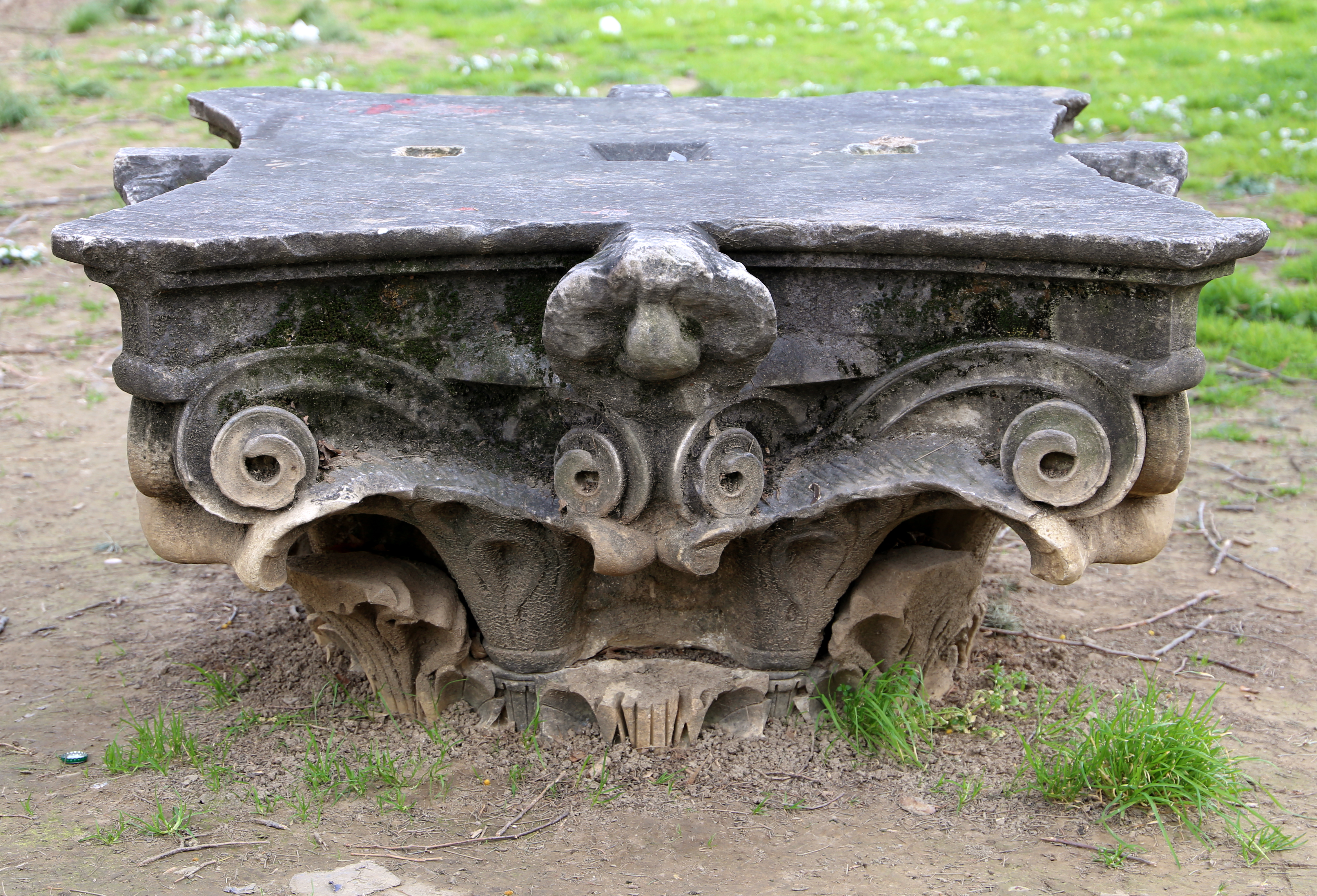
L'altro capitello
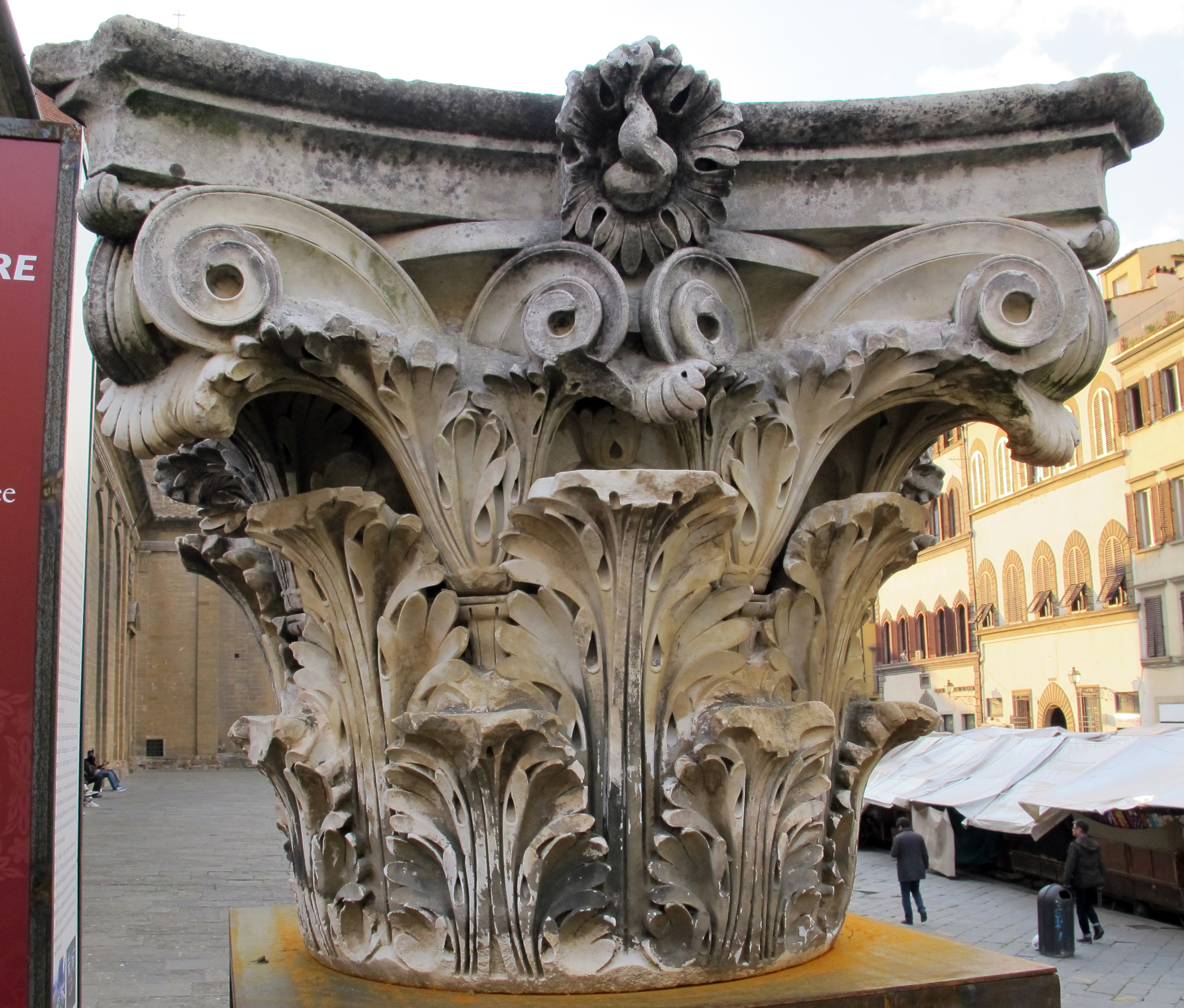
Uno dei capitelli dissotterrati per un'esibizione temporanea

### Edifici
| Immagine | N°            | Nome                                                   | Descrizione |
| -------- | ------------- | ------------------------------------------------------ | --- |
|          | s. n.         | Porta a Pinti                                          | Appartenente alla cerchia arnolfiana delle mura cittadine, doveva forse il suo nome ai frati "pintori" di vetrate che abitavano il vicino convento di San Giusto alle Mura, condividendo il nome con la direttrice di Borgo Pinti. Da porta Pinti passava tutto il traffico diretto a Fiesole o da essa proveniente. Fu l'unica delle porte maggiori su questo lato della città ad essere demolita da Giuseppe Poggi, anziché lasciata al centro o a lato dei nuovi viali. Forse per rompere la monotonia dei passaggi attorno alle antiche porte, Poggi preferì salvare il vicinissimo Cimitero degli inglesi, che venne isolato, creando la cosiddetta "isola dei morti". |
|          | s. n.         | Convento di San Giusto alle mura                       | La chiesa esisteva sul sito dell'attuale piazza Donatello fin dal XIII secolo ed era tenuta dai frati Ingesuati, celebri per la produzione delle vetrate, tanto che si crede possano aver dato loro il nome alla Porta e a Borgo Pinti, cioè dei "pintori" di vetrate. Famosa per le opere d'arte custodite (di Benedetto da Maiano, Pietro Perugino, Ghirlandaio e Andrea del Sarto), fu distrutto come la quasi totalità degli edifici fuori dalle mura durante l'assedio del 1529-1530. |
|          | s. n.         | Cimitero degli inglesi                                 | Il cimitero fu fatto edificare - in quanto Protestante - fuori delle mura cittadine su una montagnola in prossimità della porta a Pinti, a spese di una società che rappresentava la Chiesa Evangelica Riformata svizzera e che aveva acquistato l'area dal governo granducale nel 1827. L'anno successivo il cimitero era già stato definito e chiuso da un recinto poligonale (quindi secondo modalità differenti dalle attuali) su progetto dell'architetto Carlo Reishammer. Nel 1858 fu eretta alla sommità della montagnola una colonna offerta da Federico Guglielmo IV di Prussia, che tuttora segna l'incrocio tra i due principali vialetti inghiaiati che dividono in quattro settori la superficie. Con l'abbattimento delle mura legato al piano di ampliamento della città redatto da Giuseppe Poggi al tempo di Firenze Capitale (1865-1871), il cimitero si definì come area soprelevata al centro del nuovo piazzale Donatello, delimitata dalle due corsie di scorrimento dei nuovi viali, tanto da acquisire, in questo suo isolamento, l'appellativo di "isola dei morti". Fu in questa occasione che all'originaria forma poligonale si andò a sostituire l'attuale pianta ovale, più consona ad essere lambita dagli assi stradali. Nel 1877, essendo oramai il cimitero compreso all'interno della nuova città, fu proibito alla comunità protestante l'uso del luogo per nuove sepolture (recentemente ripreso) per cui per lungo tempo l'isola mantenne inalterato il proprio carattere ottocentesco che ancora fortemente la caratterizza. |
|          | s. n.         | Chiosco dell'impianto di distribuzione carburanti Esso | L'impianto fu realizzato nei primi anni cinquanta sulla base di un progetto già delineatosi nel 1948 (archivio storico del Comune di Firenze), individuando un'area a margine dei giardini pubblici tra il cimitero degli Inglesi e il fronte degli edifici destinati a studi d'artista. Il piccolo chiosco che lo completa presenta un pannello in ceramica realizzato nel 1954-1955 dallo scultore Delio Granchi, sulla base di una richiesta avanzata dal Comune agli artisti del Gruppo Donatello. Raffigura, tramite elementi allusivi, il Cielo, la Terra e il Mare. Per realizzazioni collocabili in questo stesso contesto si veda anche il chiosco degli Sportivi posto in via degli Anselmi. |
|          | s. n.         | Chiosco dell'impianto di distribuzione carburanti Agip | Analoga, mente al precedente, il piccolo chiosco, sorto negli anni cinquanta, è arricchito da un pannello in ceramica realizzato nel 1954-1955 dallo scultore Bruno Lucchesi, sulla base di una richiesta avanzata dal Comune agli artisti del Gruppo Donatello. Tra i vari soggetti è un San Cristoforo (patrono degli automobilisti), un'Allegoria di una società petrolifera e una breve Storia dei mezzi di trasporto. |
|          | 7-8           | Villino                                                | Il villino è dotato di un grazioso giardinetto, decorato da una fontana a vasca con protome di delfino e da un bassorilievo con un putto. |
|          | 8a            | Casa famiglia Santa Lucia                              | Erano qui alcuni terreni di proprietà dello Spedale di Santa Maria Nuova sui quali era sorto un monastero femminile intitolato a San Giuseppe. Trasferite le religiose sul Prato agli inizi del Seicento, l'immobile fu trasformato nel 1695 in Educandato di San Carlo Borromeo: dal nome del fondatore e protettore le giovanette che qui venivano formate vennero dette Giannizzere. Nel 1750 i locali furono occupati dall'ospizio di Sant'Antonio di Padova. Dopo un periodo di abbandono, nel 1929 divenne sede dell'Istituto delle Suore Stimmatine, che ancora oggi vi tengono l'Istituto Femminile San Silvestro (casa famiglia Santa Lucia). Decisamente particolare la situazione che il complesso presenta sul piazzale Donatello: dato che successivamente alla demolizione delle mura della città che qui correvano (1865) questa porzione non fu oggetto di riconfigurazione, è ben leggibile sia la zona absidale dell'oratorio, sia l'attuale e apparentemente incongruo orientamento dell'edificio, obliquo rispetto al tracciato dei nuovi viali. |
|          | 9-10-11-12-13 | Palazzo e giardino della Gherardesca                   | Sul piazzale si trova uno degli ingressi al giardino e agli ampi spazi di pertinenza del palazzo Della Gherardesca. Si tratta di un accesso realizzato negli anni di Firenze Capitale, sulla base del progetto complessivo redatto da Giuseppe Poggi in ragione della rapida espansione della città e, per quanto qui interessa, strettamente legato all'abbattimento dell'ultima cerchia di mura che qui passava e all'apertura di questo fronte della proprietà sul nuovo importante asse viario, con la conseguente necessità di dare decoro e valorizzazione a questa porzione. Ispirato agli archi onorari romani, è costituito da un grande fornice centrale con volta a lacunari cassettonati, fornito di un cancello in ferro battuto (numero civico 11), affiancato da due brevi e più bassi corpi di fabbrica con portoni (numeri civici 10 e 12). |
|          | s. n.         | Villa Donatello                                        | L'edificio fu costruito a seguito dell'abbattimento dell'ultima cerchia di mura e alla creazione dei viali nel periodo di Firenze Capitale (1865-1871), e può di conseguenza essere datato attorno al 1870. Già dimora fiorentina dei principi Rospigliosi fino ai primi del Novecento, passò poi in proprietà alle suore di Nevers e dal 1946 utilizzato come casa di cura con la denominazione di villa Donatello. Ampliato e ristrutturato più volte per adeguarsi alle necessità di una struttura medico sanitaria è entrato a far parte del gruppo Fondiaria, oggi Fondiaria SAI. Sul cancello che guarda al viale è uno scudo partito, con l'arme Rospigliosi (inquartato d'oro e d'azzurro, a quattro losanghe dell'uno nell'altro) e di un'altra famiglia non identificata. |
|          | 18-19-20-21   | Edificio per studi d'artista                           | Si tratta del primo blocco di edifici costruiti su questo lato della piazza attorno al 1870 e che sappiamo già dal 1874 occupati da studi d'artista, in una zona fortemente caratterizzata in tale senso. Non particolarmente significativo dal punto di vista architettonico, sviluppato per 13 assi su due piani, si segnala per la presenza di una memoria, posta nel 1891 dal locale Circolo degli Artisti, che ricorda gli spazi con accesso dal numero 20 come casa e studio del pittore genovese naturalizzato fiorentino Nicolò Barabino. |
|          | 24-25-26      | Edificio per studi d'artista                           | Fu costruito come gli altri attorno al 1870 e presenta un corpo centrale di due piani per tre assi, affiancato ai lati da due brevi ali di un solo asse arretrate rispetto al fronte principale: il terzo piano così come i due bassi corpi di fabbrica che ora in parte annullano il gioco dei diversi piani della facciata sono da considerarsi aggiunte successive. Si segnala l'edificio per la presenza di due memorie poste ai lati del portone: quella a destra a ricordare come qui avesse avuto lo studio il pittore Michele Gordigiani (posta nel 1935 in occasione del primo centenario della nascita dell'artista), quella a sinistra per ricordare come "nella casa già del padre scultore nacque visse operò Gianni Vagnetti pittore". |
|          | 28-29-30-31   | Edificio per studi d'artista                           | Si tratta del terzo blocco di edifici costruiti su questo lato della piazza attorno, con storia analoga agli altri. Lo si segnala per la presenza di una duplice memoria: sull'architrave del portone segnato con il numero civico 28 è inciso "Studi Tito Conti", a lato del numero 30 è invece una lapide che ricorda come qui avesse avuto casa e studio il pittore Antonio Antony De Witt tra il 1934 e il 1966. Nel 2011 l'edificio ha visto il rifacimento degli intonaci e delle tinteggiature. Attualmente trovano spazio nell'edificio, tra l'altro, alcuni laboratori di restauro di opere d'arte. |

### Lapidi
Sull'ingresso del cimitero degli Inglesi si legge:
| CIMITERO DEGLI INGLESI FONDATO NEL 1827 DALLA CHIESA EVANGELICA RIFORMATA DI FIRENZE 433 CITTADINI SVIZZERI VI FURONO SEPOLTI DAL 1827 AL 1875 FRA CUI JEAN PIERRE VIEUSSEUX JEAN PIERRE GONIN ALFRED WAGNIÈRE PIERRE WAGNIÈRE LOUIS DU FRESNE ADOLPHE DU FRESNE GIOVANNI GIACOMO KUBLI EMANUELE KUBLI GIACOMO ANTONIO GANZONI |

Sull'altro lato del cancello una traduzione in inglese, con altri nomi:
| ENGLISH CEMETERY (SWISS PROPERTY) BURIAL PLACE OF THE ENGLISH POETS E. BARRETT BROWNING ARTHUR CLOUGH WALTER SAVAGE LANDOR OF FRANCES TROLLOPE MOTHER OF ANTONY AND THE GREAT AMERICAN PREACHER THEODORE PARKER |

Le due lapidi sull'ingresso monumentale del giardino della Gherardesca sono:
| MDCCCX GUIDO ALBERTO CONTE DELLA GHERARDESCA PIANTAVA QUESTO GIARDINO E VAGAMENTE L'ORNAVA A PUBBLICO DECORO ED A DELIZIA DEI SUOI |

| MDCCCLXXIII UGOLINO CONTE DELLA GHERARDESCA COSTRUIVA QUEST'INGRESSO ED I CIRCOSTANTI EDIFIZII A MAGGIOR DECORO DELLA CITTA' DOPO CHE PER DECRETO DEL MUNICIPIO FURONO ATTERRATE LE MURA URBANE E FATTE PIÙ SPAZIOSE LE VIE |

Sul numero 20 si legge una lapide dedicata a Nicolò Barabino:
| QUI EBBE LA CASA E LO STUDIO NICCOLÒ BARABINO GENOVESE DI NASCITA FIORENTINO D'ELEZIONE PITTORE ECCELLENTE CHE NELLE GRANDI COMPOSIZIONI STORICHE E RELIGIOSE CONTINUÒ CON NOVITÀ DI SENTIMENTO LA TRADIZIONE DEI MAESTRI ALL'ANTICO PRESIDENTE E COLLEGA AMATISSIMO IL CIRCOLO DEGLI ARTISTI Q. M. P. IL XIX NOVEMBRE MDCCCXCI |

Al 25 un ricordo di Michele Gordigiani:
| IN QUESTA SUA CASA MICHELE GORDIGIANI PITTORE FIORENTINO OPERÒ ELETTAMENTE NEI RITRATTISTI CONTEMPORANEI RINOMATISSIMO 25 MAGGIO 1835 - 7 OTTOBRE 1909 IL PRIMO CENTENARIO DELLA NASCITA |

A questo stesso numero, più a sinistra, si trova anche una targa dedicata a Gianni Vagnetti, l'artista che aveva dipinto il tabernacolo sull'altro lato della piazza, in angolo con Borgo Pinti: 
| IN QUESTE CASE DEL PADRE SCULTORE NACQUE VISSE OPERÒ GIANNI VAGNETTI PITTORE 1897-1956 |

Al 29 infine una dedica al pittore Antonio (Antony) De Witt:
| ANTONIO ANTONY DE WITT PITTORE LIVORNO 1876 - FIRENZE 1967 IN QUESTA CASA TRA IL 1934 E IL 1966 DETTE OPER NUOVE ALL'ARTE DEL NOSTRO SECOLO |

### Tabernacoli

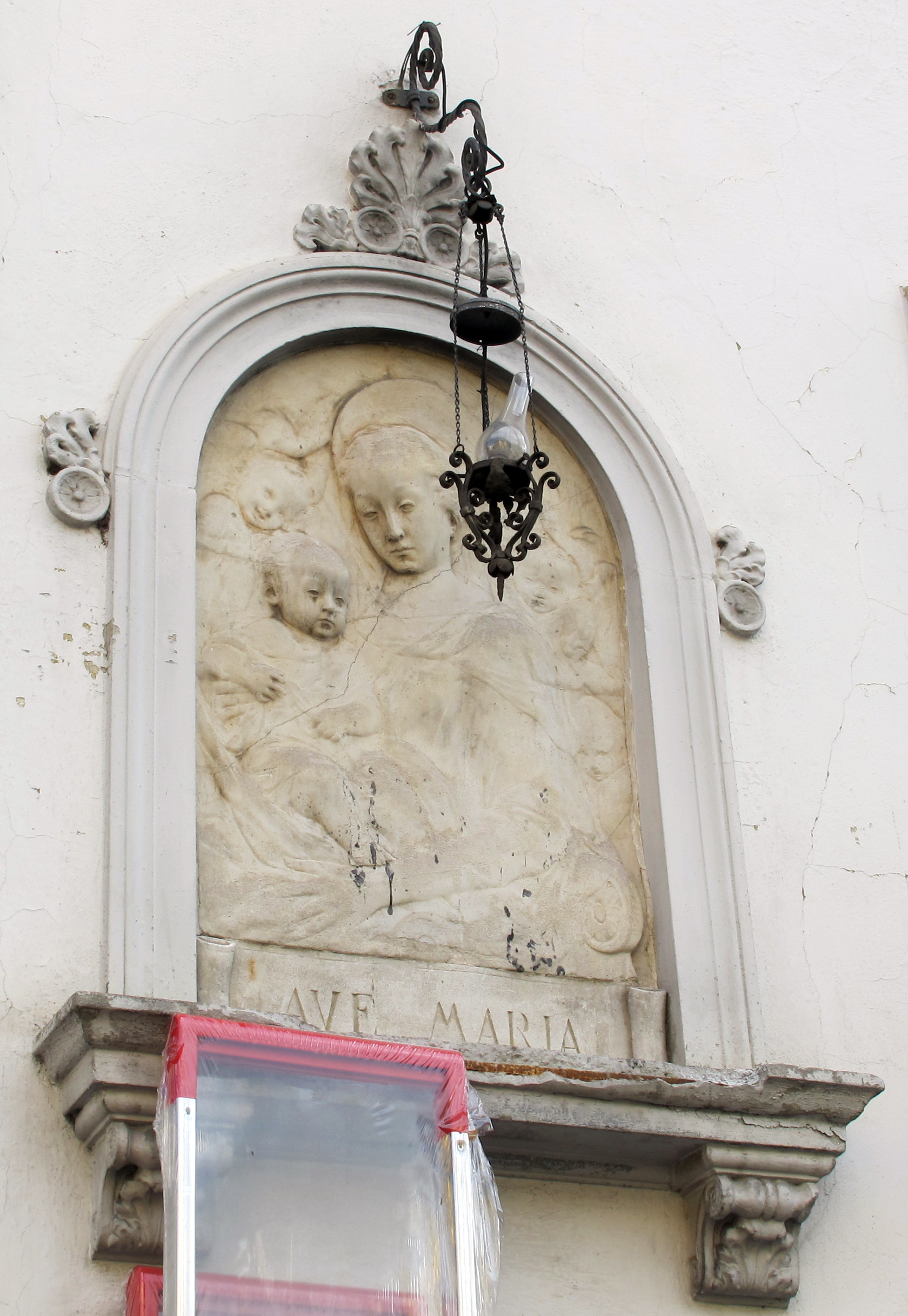
Tabernacolo

Sulla piazza si affacciano due tabernacoli: uno con una Madonna presso il numero 34 che riproduce uno stucco di Antonio Rossellino alla Morgan Library di New York, sistemato quando fu costruito lo stabile che lo ospita a fine Ottocento, dalla Società Anonima Edificatrice; un secondo in angolo con Borgo Pinti, sulla casa famiglia Santa Lucia, con un Crocifisso di Gianni Vagnetti databile al 1950 circa, che fu donato dalla vedova dopo la morte dell'artista, non essendo egli riuscito a portare a compimento il suo progetto di rappresentarvi i maggiori santi fiorentini attorno al trono della Madonna.